# شركة شيكاغو والشمال الغربي للنقل
شركة شيكاغو والشمال الغربي (Chicago and North Western) كانت شركة سكة حديد من الدرجة الأولى في الغرب الأوسط للولايات المتحدة. وكانت تُعرف أيضًا باسم "الشمال الغربي". 
وكانت تملك أكثر من 5,000 ميل (8,000 كـم) من السكة في مطلع القرن العشرين، وأكثر من 12,000 ميل (19,000 كـم) من السكة في سبع ولايات قبل التخفيض في أواخر السبعينيات. وعندما اشترى الموظفون الشركة في عام 1972، أطلق عليها اسم شركة شيكاغو والشمال الغربي للسكك الحديدية